# Малое Ибряйкино
Малое Ибряйкино (чув. Ҫӗнӳял) — село в Похвистневском районе Самарской области, административный центр сельского поселения Малое Ибряйкино.

## География
Находится на расстоянии менее 1 километра на юго-восток от районного центра города Похвистнево.

## История
Село было основано в 1754 году переселенцами из деревни Алманчино Турунской волости Чебоксарского уезда. Название дано по имени первопоселенца Ибряя Избекова (по крещении Борис Алексеев) из деревни Чурино Аринской волости Чебоксарского уезда. 

## Население
Постоянное население составляло 893 человека (русские 35%, чуваши 53%) в 2002 году, 929 в 2010 году.

## Известные уроженцы
Афанасьев Сергей Викторович - инженер-конструктор 1й категории, родился в селе Малое Ибряйкино, молодость провел в соседней Башкирии, а свой карьерный путь начал в Санкт-Петербурге. Активный участник нескольких инженерных изысканий в области техники для нужд МО РФ. 